# 32-й окремий артилерійський дивізіон (СРСР)
32-й окремий артилерійський дивізіон особливої потужності (Берлінський) — радянське військове формування в часи Другої Світової війни.
Передислокований 20 жовтня 1941 року в Сарапульському районі Удмуртії, розквартирований в селах Шевирялово та Кігбаєво. Після бойової та політичної підготовки 3 травня 1944 року виїхав з республіки. 9 травня дивізіон прибув на Карельський перешийок й був включений в склад 3-го Ленінградського контрбатайрейного корпусу прориву. В червні включився в проведення Виборзької операції, а потім брав участь в бойових діях на Карельському перешийку. В листопаді 1944 року дивізіон виїхав на Перший Білоруський фронт, увійшов в склад групи прориву — 8-ї гвардійської армії В. І. Чуйкова. В січні 1945 року взяв участь в бойових діях на Віслі, за 17 днів пройшов 400 км, і разом з піхотою звільнив західну частину Польщі. В кінці війни дивізіон брав участь в боях за Берлін, отримав назву Берлінський. Брав участь у війні проти японської армії.
Нагороджений орденами Суворова, Кутузова III ступеня.